# Rhodamnia sharpeana
Rhodamnia sharpeana är en myrtenväxtart som beskrevs av Neil Snow. Rhodamnia sharpeana ingår i släktet Rhodamnia och familjen myrtenväxter. Inga underarter finns listade i Catalogue of Life.